# Puzzle Kingdoms
Puzzle Kingdoms — компьютерная игра, разработанная компанией Infinite Interactive и выпущенная издателем Zoo Games весной 2009 года для Wii, Nintendo DS и Microsoft Windows.
Puzzle Kingdoms комбинирует в себе жанр компьютерной головоломки «три в ряд» с элементами ролевой игры и стратегической игры. Игра заключается в исследовании мира, войне со вражескими королевствами и продвижении по сюжету. Сражения с противниками и многие другие механики взаимодействия с игрой представляют собой различные головоломки. События Puzzle Kingdoms происходят в фэнтезийном мире Этерии, местом действия некоторых других игр Infinite Interactive, таких как Warlords и Puzzle Quest. Главный герой, столкнувшись с голодом в своём королевстве и узнав, что причиной ему является чёрная магия, бросает вызов тёмным силам и отправляется спасать Этерию от разрушения.
Игра получила смешанные отзывы игровой прессы. Основной критике подверглась графическая составляющая, заметная низкобюджетность, примитивный многопользовательский режим и вторичность по сравнению с Puzzle Quest. Основную игровую механику и мини-игры критики в целом оценили хорошо.

## Игровой процесс

Экран сражения. Героиня наносит урон вражеским воинам

Puzzle Kingdoms — приключенческая ролевая игра со сражениями и мини-играми, которые представляют собой игры-головоломки, основанные на группировании элементов вместе. В начале игроку предлагается создать «варлорда» — главного героя игры. Позволяется выбрать пол и имя персонажа. После этого игрок попадает на глобальную карту континента, перемещаясь по которой он может взаимодействовать с четырьмя видами областей и локаций: королевствами, подземельями, тавернами и храмами.
Переместившись по глобальной карте на одно из доступных королевств, игрок может попробовать его захватить. В таком случае игра переходит в режим сражения и появляется карта атакуемого королевства. По этой карте игрок может перемещать фигурку героя — особого игрового персонажа, который непосредственно ведёт битвы, набирает опыт, растёт в уровне и может быть нанят в таверне на глобальной карте. В королевстве есть три типа объектов: дружественные города, вражеские города, а также руины, в которых обитают охраняющие сокровища монстры. При перемещении на вражеский город или необследованные руины начинается битва. В случае победы вражеский город становится дружественным, а золото из руин достаётся игроку.
Окно сражений представляет собой доску с цветными блоками, которые можно сдвигать по горизонтали или по вертикали на одну клетку. При этом игрок видит, какого цвета блок выйдет на поле в результате сдвига. Целью этих передвижений является собрать последовательность из трёх или более одинаковых квадратов по прямой или углом. Сгруппированные вместе блоки одного из четырёх цветов исчезают, добавляя герою соответствующие очки маны или силы. Помимо разноцветных блоков на поле также есть не обладающие никаким эффектом блоки-камни, а также блоки с мечами, позволяющие нанести мгновенный удар по врагу. В левом верхнем углу находится герой, управляемый игроком, а под ним четыре ячейки для находящихся под командованием героя воинов, которых может быть от одного до четырёх. Каждый из воинов может нанести удар по врагу, когда игрок накопит блоки относящегося к нему цвета. Например, мечнику нужно собрать три сета из трёх белых блоков, чтобы атаковать. В правом верхнем углу находится изображение вражеского героя или атакуемого объекта, под которым также находятся до четырёх воинов противника. Сражение продолжается до тех пор, пока все воины не погибнут.
Посещение храмов, подземелий и таверн представляет собой отдельные мини-игры. Заходить в храмы необходимо для продвижения сюжета, обследовать подземелья для открытия новых заклинаний и предметов, а в тавернах игрок может получить новые типы войск и героев.
В игре присутствует многопользовательский режим, представляющий собой дуэли для двух игроков, основанные на главной механике сражения. На всех платформах доступен только локальный мультиплеер на одном устройстве, а возможность играть по интернету отсутствует. Использовать варлордов и героев из сюжетной кампании тоже нельзя. Обоим игрокам для битвы выдаются случайные воины и герои.

## Сюжет

На глобальной карте главная героиня идёт в храм, чтобы уничтожить «сундук скорби»

События игры происходят в мире под названием Этерия (англ. Etheria), в котором происходят действия других игр от Infinite Interactive, таких как Warlords и Puzzle Quest. Сюжет игры начинается с пролога, в котором рассказывается о том, что после долгой и суровой зимы наступило очень жаркое лето, в результате которого погиб весь урожай. В Этерии начался голод, который стал причиной вражды и недоверия между королевствами.
Главный герой из Пограничного королевства (англ. The Borderlands) решил помочь людям бороться с голодом и в ходе своих странствий нашёл таинственный сундук. Чтобы разобраться в природе сундука он отправился в соседнее королевство Агарию (англ. Agaria), чтобы просить помощи короля, но прибыв туда обнаружил, что это королевство ещё сильнее затронуто голодом, а его король коррумпирован. Захватив королевство и свергнув короля Агарии, герой пошёл в храм, чтобы узнать информацию про сундук. Жрец в храме сообщил, что найденный героем предмет — это «сундук скорби» (англ. Box of Sorrow). Он просветил героя, что такие сундуки являются опасными реликвиями, которые обладают силой тёмной магии и должны быть уничтожены. Герой решил отправиться в другие королевства Этерии, чтобы избавить их от этих магических артефактов.
Продвигаясь со своими войсками по континенту и захватывая новые королевства, герой узнаёт, что за голодом стоит демон Мелькор (англ. Melkor), лорд голода. Победив Мелькора и объединив королевства, герой становится императором всей Этерии.

## Разработка и выпуск
Анонс Puzzle Kingdoms состоялся в июне 2008 года. В качестве издателя было заявлено подразделение компании GreenScreen Interactive Software под названием Zoo Games, специализирующееся на казуальных играх. В анонсе говорилось, что в игре будет комбинироваться фэнтезийный сюжет со стратегическим и тактическим геймплеем, что игрок сможет строить и управлять армиями, а местом действия будет мир Warlords Этерия. Президент Infinite Interactive Стив Фокнер заявил, что «смешивая богатый нюансами игровой процесс жанра пошаговой стратегии с доступностью казуальных игр» они создали абсолютно новый игровой опыт. Креативный директор GreenScreen Interactive Software сообщил, что все в компании большие поклонники работ Infinite и очень горды тем, что будут работать вместе с ними над Puzzle Kingdoms.
В отличие от своей предыдущей игры Puzzle Quest, разработчики отказались от полного копирования существующей механики игры-головоломки (в Puzzle Quest использовалась механика Bejeweled) и разработали собственный вариант жанра «три в ряд». Креативным руководителем проекта стал Стив Фокнер, исполнительным продюсером Джанин Фокнер. За разработку геймплея отвечал Брэндон Сибрук.
В сентябре 2008 года издатель продемонстрировал предварительную версию Puzzle Kingdoms для платформы Nintendo Wii журналистам. На тот момент взаимодействие с игрой было реализовано только с помощью курсора управляемого IR-сенсором Wii Remote, но представитель издательства сообщил, что разработчики экспериментируют с различными устройствами ввода для приставки и возможно добавят управление исключительно с использованием кнопок или даже детектора определённых движений, таких, как удар мечом. Помимо этого разработчики планировали использовать память Wii Remote для того, чтобы предоставить пользователям возможность делиться друг с другом игровыми сохранениями.
Игра была выпущена издателем Zoo Games (бренд компании Green Screen Interactive Software) для Microsoft Windows в средствах цифровой дистрибуции Direct2Drive и Steam в апреле 2009 года. Выход состоялся без какого-либо анонса, что удивило разработчиков, которые не были поставлены в известность и думали, что на персональных компьютерах игра появится после выпуска изданий для приставок. Тот же издатель выпустил версию для Nintendo DS в Северной Америке 5 мая 2009 года, а для Wii — 13 мая. В Европе издателем игры для Nintendo DS и Wii стала отделившаяся от Zoo Games британская компания Zushi Games, которая выпустила версии для обоих платформ в конце июля 2009 года. Позднее права на издание Puzzle Kingdoms для персональных компьютеров перешли компании Strategy First.

## Отзывы
| Сводный рейтинг       | Сводный рейтинг | Сводный рейтинг | Сводный рейтинг |
| Издание               | Оценка          | Оценка          | Оценка          |
| Издание               | DS              | PC              | Wii             |
| --------------------- | --------------- | --------------- | --------------- |
| GameRankings          | 64,36 %         | N/A             | N/A             |
| Metacritic            | N/A             | N/A             | 63 %            |
| Иноязычные издания    |                 |                 |                 |
| Издание               | Оценка          | Оценка          | Оценка          |
| Издание               | DS              | PC              | Wii             |
| GameSpot              | N/A             | N/A             | 7/10            |
| GamesRadar+           | N/A             | N/A             | [ 24 ]          |
| GameZone              | N/A             | N/A             | 7,3/10          |
| IGN                   | 6,3/10          | N/A             | 7,0/10          |
| WorthPlaying          | 7,5/10          | N/A             | 7,0/10          |
| Русскоязычные издания |                 |                 |                 |
| Издание               | Оценка          | Оценка          | Оценка          |
| Издание               | DS              | PC              | Wii             |
| Absolute Games        | N/A             | 30 %            | N/A             |
| «Игромания»           | N/A             | 5,5/10          | N/A             |

Игра получила смешанные отзывы игровой прессы. Похвалы заслужила основная механика головоломки и мини-игры. Основной критике подверглась графика, однообразность игрового процесса, многопользовательская игра, а также вторичность по сравнению с Puzzle Quest.
Марк Бозон с сайта IGN написал, что хотя Infinite Interactive и создали для Puzzle Kindoms собственную механику игры «три в ряд», в ней ощущается влияние Bejeweled и настольной игры Labyrinth, а также охарактеризовал игру как «если бы Puzzle Quest завела ребёнка с Advance Wars или Риском». Крейг Харрис из того же издания дал версии для Wii хороший отзыв, похвалив игровую механику, но раскритиковал бросающуюся в глаза «низкобюджетность». Он также отметил, что Wii версия получилась лучше, чем версия для Nintendo DS, в которой, по его мнению, хуже графика и многопользовательский режим.
Брайен Фишмэн с сайта GameSpot в качестве сильных сторон игры назвал игровую механику и боевую систему, а слабой стороной — графическую составляющую. Обозреватель сайта GameZone отметил, что геймплей в игре интересный и увлекательный. Также он похвалил музыкальное сопровождение. Слабой стороной игры Фишман, как и Харрис, назвал заметный, по сравнению с предыдущими играми студии, низкий бюджет. Кэролайн Гудмундсон с сайта GamesRadar назвала Puzzle Kingdoms «уродливой сестрой Puzzle Quest», но в целом дала игре положительный отзыв. По её мнению кастомизация варлорда и управление армией добавляет в игру элемент стратегии. Она высоко оценила мини-игры. Мэтт Олсен с Worthplaying в рецензии игры для Wii написал, что игра понравится фанатам Puzzle Quest, но при этом она не привносит в жанр ничего нового. По мнению Дастина Чадуэлла из того же издания, обозревавшего версию для Nintendo DS, Puzzle Kindoms более удачная попытка, чем вышедшая ранее Galactrix. Как и другие журналисты, он раскритиковал графику и иллюстрации. Чадуэлл отметил, что в отличие от Puzzle Quest и Galactrix, в саундтреке игры нет ни одной запоминающейся мелодии.
Мария Народицкая с сайта Absolute Games написала игре негативную рецензию, заявив, что «Puzzle Kingdoms производит впечатление очень сырой поделки» и предположила, что «дела в Infinite Interactive обстоят неутешительно, если их собственный проект кажется вялой пародией на Puzzle Quest». Из положительных моментов она отметила мини-игры, которые, по её мнению выигрывают по сравнению с мини-играми в Galactrix. В заключении Народицкая написала, что игру мог бы спасти многопользовательский режим, но он в ней слишком примитивный. Негативно об игре высказался и Кирилл Волошин из «Игромании», который написал, что поначалу Puzzle Kingdoms увлекает, но при продолжительной игре она становится однообразной. Главным недостатком он назвал, что в игре «не хватает жизни», раскритиковав отсутствие таких характерных для ролевых и стратегических игр элементов геймплея, как побочных квестов и системы изготовления предметов, и то, что завоёванные замки и королевства враги не пытаются захватить обратно.